# 奥斯滕费尔德
胡苏姆附近奥斯滕费尔德（德語：Ostenfeld (Husum)），通称奥斯滕费尔德，是德国石勒苏益格－荷尔斯泰因州的一个市镇。总面积27.67平方公里，总人口1551人，其中男性777人，女性774人（2011年12月31日），人口密度56人/平方公里。